# Ghost Rider (filme)
Ghost Rider (Brasil: Motoqueiro Fantasma / Portugal: Ghost Rider) é um filme de super-herói norte-americano de 2007 dirigido e escrito por Mark Steven Johnson, com Nicolas Cage. É baseado no personagem de mesmo nome das história em quadrinhos da Marvel Comics.
Foi produzido pela Sony Pictures e pela Columbia Pictures, sendo distribuído pela Sony Pictures Entertainment.
O filme teve um orçamento de 110 milhões de dólares.

## Sinopse

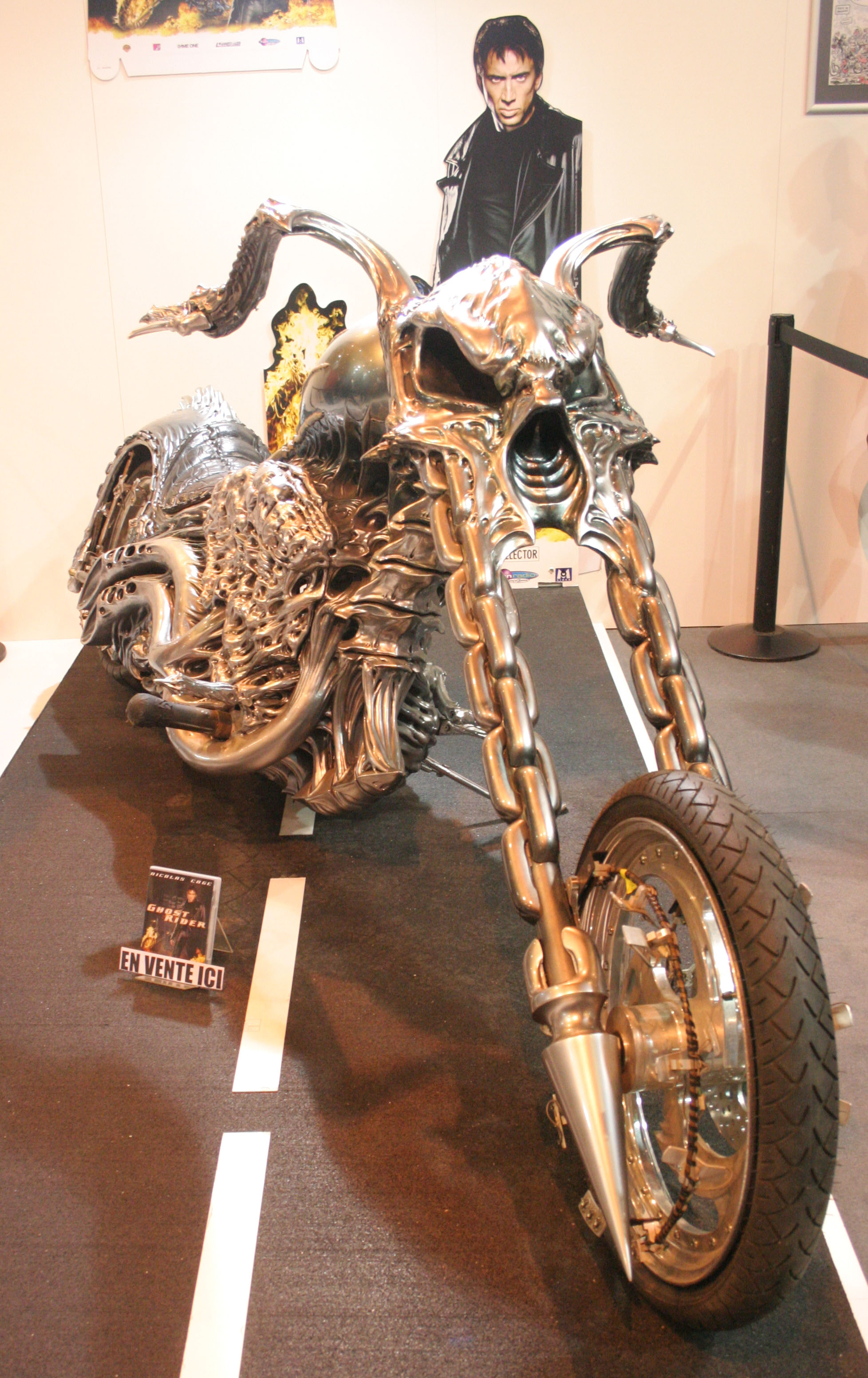
Moto do Motoqueiro Fantasma

O Diabo, Mephisto, envia seu caçador de recompensas dos condenados, o Cavaleiro Fantasma, para recuperar o contrato de San Venganza para o controle de mil almas corruptas. Vendo que o contrato daria Mephisto o poder de trazer o Inferno na Terra, o cavaleiro se recusa a dar-lhe o contrato.
Em 1986, Mephisto se revela ao motociclista acrobata de 17 anos de idade Johnny Blaze, oferecendo-se para curar o câncer de seu pai em troca da alma de Blaze. Na manhã seguinte, Blaze acorda e descobre que o câncer de seu pai está curado, mas seu pai é morto no mesmo dia em uma acrobacia da motocicleta em que ele cai no anel de fogo em que ele está saltando. Blaze acusa Mefistófeles de causar a morte de seu pai, mas Mefistófeles considera seu contrato para ser cumprido.
21 anos depois, em 2007, Blaze tornou-se um motociclista acrobata famoso. Blaze encontra sua ex-namorada do passado Roxanne Simpson, agora uma repórter, que ele abandonou após a morte de seu pai. Ele convence-a que ele deseja fazer as pazes e ela concorda em um encontro para jantar. Enquanto isso, Coração Negro, filho demoníaco de Mephisto, vem para a Terra, juntamente com os três anjos caídos. Eles têm a tarefa de encontrar o contrato perdido de San Venganza. Em resposta, Mefistófeles faz Blaze ser o novo Cavaleiro Fantasma, e lhe oferece sua alma de volta em troca de derrotar Coração Negro. Blaze é conduzido diretamente para a estação em sua "primeira viagem", onde ele se transforma no Motoqueiro Fantasma e uma batalha com os anjos caídos segue. No dia seguinte, ele encontra um homem chamado O Coveiro, que parece saber tudo sobre a história do Motoqueiro Fantasma. Ele diz-lhe tudo o que aconteceu não foi um sonho e que isso vai acontecer novamente, especialmente quando ele está perto de uma presença maligna.
Quando ele chega em casa, Blaze encontra Simpson e revela-se como caçador de recompensas do Diabo. Insatisfeita, ela se afasta em descrença. Após uma breve prisão pelos assassinatos cometidos Blackheart, Blaze vai para O Coveiro em busca de conselho. O Coveiro diz-lhe que seu antecessor, Carter Slade, era um Patrulheiro do Texas que viveu no Velho Oeste Americano durante o século 19 e que este escondeu o contrato de San Venganza. Retornando para sua casa, Blaze descobre que Coração Negro matou seu amigo Mack e raptou Roxanne, ameaçando matá-la se Blaze não entregar o contrato a ele.
Blaze volta ao Coveiro e obtém o contrato. O Coveiro revela que ele é Carter Slade. Slade diz a Blaze que ele é mais poderoso do que seus antecessores desde que ele vendeu sua alma por amor, em oposição à ganância. Os dois seguem para San Venganza. Slade, que só possuía uma última transformação, dá a Blaze uma espingarda antes de desaparecer.
Depois de matar o último dos anjos caídos, Blaze dá o contrato a Coração Negro. Ele rapidamente se transforma no Motoqueiro Fantasma, em um esforço para subjugar Coração Negro, mas o amanhecer chega e ele se torna impotente. Coração Negro utiliza o contrato para absorver milhares de almas em seu corpo. Ele tenta matar Blaze, mas se distrai quando Roxanne usa a espingarda de Blaze para separá-los. Blaze tenta matar Coração Negro com a espingarda e logo depois ele usa o Seu Olhar da Penitência para torná-lo catatônico, queimando todas as almas corruptas dentro de Coração Negro.
Mephisto aparece e devolve a Blaze sua alma, oferecendo-se para tomar de volta a maldição do Motoqueiro Fantasma. Determinado a não fazer outra coisa; Blaze se recusa, dizendo que ele vai usar seu poder contra ele e contra todo o mal que vem para os inocentes. Enfurecido de ser roubado do poder, Mephisto promete fazer Blaze pagar, mas Blaze diz a Mephisto que ele não tem medo. Mephisto, em seguida, desaparece, levando o corpo de Coração Negro com ele. Mais tarde, Roxanne diz a Johnny que ele conseguiu sua segunda chance antes de compartilhar um beijo final com ele. Blaze então monta em sua motocicleta, se transformando no Motoqueiro Fantasma.

## Elenco
- Nicolas Cage - Johnny Blaze / Motoqueiro Fantasma
- Eva Mendes - Roxanne Simpson
- Wes Bentley - Blackheart / Coração Negro
- Sam Elliott - Carter Slade / Cavaleiro Fantasma
- Peter Fonda - Mephisto
- Donal Logue - Mack
- Daniel Frederiksen - Wallow
- Matt Long - Jovem Johnny Blaze
- Raquel Alessi - Jovem Roxanne Simpson
- Matthew Wilkinson - Abigor
- Joel Tobeck - Grissel
- Brett Cullen - Barton Blaze

## Recepção da crítica
Ghost Rider tem recepção desfavorável por parte da crítica especializada. Possui tomatometer de 23% em base de 135 críticas no Rotten Tomatoes. Tem 48% de aprovação por parte da audiência, usada para calcular a recepção do público a partir de votos dos usuários do site.